# Respiro di Kussmaul
Il  respiro di Kussmaul (talvolta chiamato anche respiro grosso) è una forma di respiro patologico associato ad acidosi metabolica grave, causata in particolare da chetoacidosi diabetica, o insufficienza renale. È una forma di iperventilazione compensatoria in cui l'aumento della frequenza respiratoria ha lo scopo di incrementare l'eliminazione dell'anidride carbonica per compensare la riduzione del pH del sangue.

## Storia
Il respiro deve il suo nome allo scopritore, Adolf Kussmaul (22 febbraio 1822, 28 maggio 1902), un medico tedesco reumatologo famoso per aver descritto i primi casi di vasculite idiopatica. Adolf Kussmaul notò per la prima volta questa tipologia di respiro in alcuni pazienti affetti da diabete mellito mal compensato e in acidosi. Le sue osservazioni furono riportate in un saggio del 1874. 

## Eziologia
La respirazione di Kussmaul è un meccanismo di compensazione respiratoria che si verifica in tutti gli stati di acidosi metabolica. Pertanto è riscontrabile, prevalentemente ma non solo, nella chetoacidosi diabetica e nell'insufficienza renale. 
Proprio perché osservabile in ogni forma di acidosi metabolica il respiro di Kussmaul è stato osservato anche in soggetti terminali affetti da AIDS.

## Patogenesi
Se si esegue un'emogasanalisi arteriosa sul sangue di un paziente con respiro di Kussmaul i risultati ci mostreranno una bassa pressione parziale di CO2 in combinazione con una bassa concentrazione di bicarbonati. Questi valori trovano spiegazione nell'aumento della ventilazione che conduce a un maggiore scambio (e quindi allontanamento) dell'anidride carbonica a livello alveolare. L'eccesso di basi è marcatamente negativo. 
Il paziente sente il bisogno di respirare profondamente; percepisce una "fame d'aria" che, a seguito della attivazione dei centri di controllo della respirazione, lo induce anche involontariamente a respirare con maggiore profondità.
In un primo momento il respiro tenderà a essere rapido e relativamente poco profondo, ma ben presto l'acidosi metabolica evolve in iperventilazione. Quindi quanto più l'acidosi diviene grave tanto più elevata sarà la probabilità di sviluppare il respiro di Kussmaul. Non a caso Adolf Kussmaul originariamente identificò questo tipo di respirazione come segno di coma e morte imminente nei pazienti diabetici. 

## Clinica
Il respiro di Kussmaul è caratterizzato da atti respiratori molto lenti, e in particolare da un'inspirazione profonda e rumorosa, a cui segue una breve apnea inspiratoria, quindi un'espirazione breve e gemente, infine una pausa post-espiratoria decisamente prolungata.
Durata del digiuno, presenza o assenza di epatomegalia e il respiro di Kussmaul forniscono importanti indizi per la diagnosi differenziale di iperglicemia negli errori congeniti del metabolismo.